# Djèliya
 (avril 2018).
 (mars 2018).
 (mars 2018).
- Si vous ne connaissez pas le sujet, laissez ce bandeau (vous pouvez alors contacter les auteurs).
- Si vous supprimez le contenu mis en cause (vous pouvez préalablement contacter les auteurs),

argumentez précisément cette suppression dans la page de discussion
(un manque de référence n'est pas un argument ; une recherche réelle de référence doit avoir été effectuée, être formellement documentée).
La djèliya, terme malinké, est une fonction sociale, exercée par les djèli au sein des communautés mandingues d'Afrique occidentale.
Cette fonction est très vaste : les djèli sont à la fois détenteurs de l'histoire et de la tradition orale, médiateurs sociaux et politiques au sein de leurs communautés et artistes musiciens. Le rôle des djèli au sein de la société et de la communauté mandingues est très ancien ; il trouve son « institutionnalisation » dès la charte du Manden au XIIIe siècle. Dans la langue française, le mot griot désigne couramment les djèli et le terme griotisme, leur fonction.

## Description de la pratique
Transmise de génération en génération par le lien du sang, la djèliya a un caractère héréditaire. La société mandingue traditionnelle est divisée en trois groupes : les horon, hommes libres ou nobles ; les nyàmakala, composés par différents types d’artisans (forgerons, cordonniers) ; entre eux, les « artisans de la parole », désignés par le terme djèli (griots), et les wôloso, captifs domestiques.
Les familles qui détiennent le rôle de djèli au sein de la communauté mandingue ont été proclamées par Soundjata Keita pendant la conférence de Kurukan Fuga de 1236. Les Kouyaté, les Cissokho et les Diabaté sont les familles les plus connues, parmi d'autres. Tout individu né dans une famille griotte devient un djèli (djèlimousso, pour les femmes), mais certains peuvent décider de ne pas faire de la djèliya leur métier. La seule distinction entre les griots hommes et femmes est que celles-ci ne jouent pas d’instruments de musique et privilégient le chant comme mode d’expression.
La pratique de la djèliya requiert l'apprentissage d'un corpus de connaissances, attitudes et capacités très diverses. La tradition orale, l'histoire, la généalogie, la musique, la capacité de médiation, l'art de la parole, le pouvoir de se faire respecter et écouter font partie du bagage que tout griot apprend au sein de sa famille, puis par d'autres maîtres depuis son jeune âge11. Les griots mandingues peuvent être distingués selon trois rôles.

### Le griot historien et généalogiste
Le djèli est le détenteur de la tradition orale du peuple manding. Il transmet l'histoire de son peuple, qui n'a jamais été écrite. Dans les récits des djèli, cette histoire prend la forme de maana (épopée), où la vérité historique se mêle à des éléments mythiques. Ce type de récit sert à instruire les auditeurs sur le passé et les valeurs de la société mandingue, par un récit entre réel et merveilleux. Le maana le plus important est sans doute l'épopée de Soundjata, qui aborde l'histoire de la fondation de l'empire du Mali.
Du fait de la nature orale de ce type de compositions, il existe d’innombrables versions de l'épopée de Soundjata, dont chaque griot a sa version propre. Les différences se situent surtout dans les noms, l'ordre chronologique et le déroulement des événements. La version la plus acceptée, ou la plus officielle, est celle de Kela, centre très important pour la formation des djèli : dans ce village serait conservée une version transcrite en arabe de l'épopée de Soundjata.
L’épopée de Soundjata ne doit pas être vue comme un simple document historique, mais plutôt comme une composition fondatrice de l’identité mandingue, qui justifie la structure sociale et les valeurs du peuple manding. Une autre fonction très importante du griot est celle de généalogiste. Chaque griot étant lié à une famille noble, il lui revient de réciter des louanges (fasa) sur cette famille, afin de la magnifier. Les griots ont ainsi une pratique courante de mémorisation des événements passés dans les familles. Le fait de perpétuer ces épisodes épiques familiaux contribue par ailleurs à pérenniser la structure sociale de la société mandingue.
Pour acquérir les connaissances nécessaires à ce rôle d’historien et de généalogiste, les djèli reçoivent une formation rigoureuse qui commence dans le cadre familial, puis se poursuit dans le village ou à l’extérieur. Dès son plus jeune âge, le griot observe et imite ses parents. Comme eux, il chante, il lance les louanges et joue éventuellement de la musique. Dès qu'il estime avoir acquis auprès de ses maîtres toutes les connaissances nécessaires, il fait le tour du Manden pour suivre les enseignements d’autres grands maîtres de la parole.https://www.maliweb.net/art-culture/us-et-coutume-la-djeliya-3003861.html

### Le griot médiateur social et politique
it les familles respectives des futurs mariés ; il anime les mariages ; il récite des louanges en l’honneur de la personne décédée, etLe griot était toujours associé à la Cour royale, comme conseiller et médiateur politique intervenant dans les décisions du Roi. Ainsi, les griots intervenaient dans la résolution des conflits internationaux entre différents peuples, agissant comme de vrais ambassadeurs de la paix. De nos jours, une autorité morale lui est toujours reconnue. En se servant des valeurs communes, le griot construit un récit, qui met en pratique des manières de dissuasion ou de consensus, aidant, par la parole, à réconcilier et/ou faire accepter certains événements de la vie sociale.
À l’échelle de sa communauté, sa place est centrale dans le déroulement de la majorité des rites de passages : mariage, baptême, funérailles. Il conseille les parents dans le choix d’un nouveau prénom pour les nouveau-nés ; il introduc.
Il peut servir de conseiller spirituel lors de périodes de conflit. Ce rôle de « guide » moral, auquel il est fait appel, permet de régler des disputes intra-familiales, entre mari et femme, entre pères et enfants ou même entre frères et sœurs. Au fur et à mesure que les familles témoignent favorablement de son intervention, le griot acquiert une notoriété sociale qui lui permettra d’être sollicité par de nouvelles familles. Par des dons, les familles « rendent » au griot le bénéfice de ses services. Il peut dès lors assurer une partie de sa subsistance grâce à ces rémunérations, tout en acquérant une visibilité par les cadeaux donnés par les familles. L’un des critères de bonne réputation du griot est son maniement de la parole, jouant des extrêmes : il représente la parole formelle et sérieuse, à respecter, tout en maniant humour et dérision afin d’apaiser les malentendus. Ce contraste se reflète aussi dans l’ambiguïté des opinions exprimées envers les griots, tantôt personnes respectables, vrais dépositaires d’un savoir, tantôt manipulateurs ou quêteurs.

### Le griot artiste-musicien
La musique était autrefois l’apanage des familles griottes. La pratique des instruments traditionnels était transmise de père en fils comme la tradition orale. Les chants et récits des griots sont souvent accompagnés d’instruments traditionnels spécifiques. Le n’tama est un instrument de percussion, qui attire l’attention des passants dans la rue ; le balafon est l’équivalent d’un xylophone, mais en bois ; le karignan, instrument métallique, se gratte et capte l’attention du public ; le n'goni est un instrument à cordes pincées ; la kora, autre instrument à cordes monté sur une calebasse, est sans doute le plus connu en Europe. Certains de ces instruments sont fabriqués par les griots eux-mêmes, selon un savoir-faire traditionnel transmis aussi de génération en génération au sein des familles.
Les chants des griots sont instructifs. Chaque griot est libre d'inventer et les chants peuvent être improvisés. Ils racontent la vie quotidienne, des histoires communes. Souvent, les djèlimousso transforment en chants les discours des djèli qu'elles accompagnent. La chanson a aussi le pouvoir de donner de l'énergie, comme dans le cas des chants de guérison. D'autres chants racontent l'histoire ou un événement en particulier ; ce sont aussi les plus codifiés.
Les paroles de ces chants sont très diverses, du chant épique traditionnel, assez codifié, aux récits de vie, où se mêlent des expériences de la vie contemporaine. Les griots peuvent recourir à des devinettes, des refrains, des fables, des contes, des proverbes, etc., afin de nourrir le récit improvisé selon l’occasion. De nos jours, des formes très hybrides voient le jour, mêlant des instruments non traditionnels ; sur le plan thématique, la vie en migration prend une place de plus en plus nette, sans même faire référence à la vie dans le pays d’origine.
Aujourd’hui, être musicien n’est plus synonyme d’être griot : le métier de musicien s’est développé en dehors des familles griottes. Inversement, tous les griots ne deviennent pas des musiciens, certains aimant exercer comme griots, mais sans l’apprentissage d’un instrument ou de la musique en général. Parmi les griots installés en France, l’aspect musical est souvent valorisé : les griots y ont trouvé un contexte favorable pour en faire un métier pour vivre.

## Historique
Le djèliya, l'art du griotisme manding, a une origine très ancienne, mais imprécise. Selon une légende transmise par certains griots, des griots existaient dès le temps du prophète Mohammad. Le terme djèli même, qui désigne les griots en langue mandingue et d'où dérive djèliya (l'art du djèli), a une origine incertaine, bien qu’on relie couramment ce mot et un homophone de langue mandingue, qui désigne le « sang ». Certaines études étymologiques et plusieurs légendes transmises par les griots confirment cette interprétation. Ces incertitudes sur l'origine du terme et la figure même du djèli résident dans la nature de la transmission orale de l'histoire dans les pays mandingues. Le terme griot, mot d'origine occidentale désignant les djèli, dérive probablement du portugais criado, qui signifie « serviteur », mais aussi « personne bien élevée ». Il était à l’origine utilisé pour désigner les gens fréquentant la Cour royale, avec lesquels on négociait la « pénétration coloniale ». Ce mot est attesté en français dès le XVIIe siècle, sous la forme guiriot.
Bien que l'origine reste incertaine, l'histoire du djèliya est fortement liée à celle de l'empire du Manding. Le rôle des djèli dans la société mandingue est alors « institutionnalisé », notamment par l'empereur Soundjata Keita, avec la proclamation de la charte du Manden en 1236. Cette charte, tenue pour l’une des plus anciennes constitutions du monde, contient des principes très modernes (respect de droits fondamentaux, égalité de genre, abolition de l'esclavage). Une des transcriptions accréditées de la charte du Manden a été inscrite par l'UNESCO sur la Liste représentative du patrimoine culturel immatériel de l'Humanité en 2009 .
Dans la charte, sont désignées les familles qui pourraient dorénavant jouer le rôle de djèli au sein de la société mandingue. La société qui en résulte se divise en trois groupes sociaux : les griots font partie de la caste des nyamakala (littéralement « manipulateurs du nyama », la force occulte). Ce groupe réunit les « artisans », les personnes capables de « transformer » la matière : les griots manipulent la parole en la transformant en histoire, en culture.
L'histoire des griots est ainsi strictement liée à l'histoire de l'empire du Manding. Le corpus des contes transmis par les griots mandingues se réfère en grande partie à cette épopée, dont le personnage principal est Soundjata Keita, enfant du roi du Manding, Naré Maghan Konaté, et de sa seconde femme, Sougoulou Kondé. Selon la légende, le petit Soundjata, infirme, se traîna à quatre pattes jusqu'à l'âge de 7 ans. À la mort de Naré Maghan, Dankaran Touman, fils aîné du roi défunt, prend le pouvoir. Soundjata et sa mère deviennent l'objet constant du mépris du nouveau roi et de sa mère, Sassouma Bérété, première femme de Naré Maghan. Après un affront avec sa mère, qui lui demandait de lui apporter des feuilles de baobab, Soundjata, âgé de 7 ans, réussit finalement à se lever. Mais la haine de Dankaran et de Sassouma conduit Soundjata et sa mère à l'exil.
En exil, Soundjata est un chasseur reconnu pour son habileté, faisant oublier définitivement son infirmité infantile. À cette période, le roi du Sosso, Soumaoro Kanté , attaque le royaume du Manding. Dankaran Keïta fuit et l’empire du Manding est ravagé. Soumaoro Kanté massacre chacun des onze demi-frères de Soundjata. Le peuple malinké se résout enfin à faire revenir Soundjata pour lui offrir le trône et Soundjata décide de rentrer au pays afin d’affronter Soumaoro. Dans ce but, il parvient à rassembler sous son commandement les armées de différents petits royaumes en lutte contre l'empire Sosso. Pour apprendre le secret de l'invulnérabilité de Soumaoro Kanté, Soundjata envoie sa sœur Djegue et son griot, Balla Fasséké , qui, selon la légende, apprennent que « seule une flèche portant un ergot de coq blanc pourra tuer le roi du Sosso ». Soundjata fait le nécessaire, avec le secours des magiciens attachés à son service. Il est vainqueur de l'armée de Soumaoro Kanté en 1235, lors de la bataille de Kirina. Entre en scène le guerrier le plus valeureux de son armée, Manden Fakoli , neveu de Soumaoro Kanté, qui enferme Soumaoro dans une grotte, en décrétant la victoire de l'armée de Soundjata. Soundjata Keïta réunit alors tous les royaumes en lutte pour constituer l'empire du Mali. Il est proclamé « Mansa » (roi des rois). Le jour de son intronisation aurait été proclamée la charte du Manden. Il existe différentes versions de cette épopée, transmises au sein des familles griottes depuis des siècles. La nature orale de cette transmission engendre inévitablement des modifications et des distorsions progressives. Des éléments plus ou moins historiques ou légendaires y sont ajoutés ou enlevés. Cette histoire, intimement liée à l'institutionnalisation du rôle des griots au sein de la société traditionnelle mandingue, se perpétue de nos jours, même dans le contexte migratoire parisien.

### Récits liés à la pratique et à la tradition
Les récits liés à la pratique et à la tradition de la djèliya sont innombrables. Une seule histoire est ici analysée à titre d’exemple : celle de Balla Fasséké Kouyaté, telle qu’elle a été racontée par deux des griots rencontrés pendant la rédaction de la fiche. Balla Fasséké Kouyaté, djèli de Soundjata Keita, est la souche de toute la famille Kouyaté.
« Il y a une histoire magnifique d'un grand guerrier, qui était un tyran, qui s'appelait Sumanguru Kanté et qui a terrorisé le peuple. L'histoire dit (...) que, à la suite de ça, il y a eu un esprit qui est rentré dans un épervier et, après, il est devenu un homme et cet homme est devenu le premier griot. (...) Il aurait dit au tyran : « S'il vous plaît, (...) moi je veux jouer du balafon. Le balafon permet d'adoucir l'âme ». Et cet esprit qui a été envoyé chez ce roi tyran, pour qu'il puisse revoir sa façon de diriger, d'être moins dictateur, a été le premier griot ; parce que personne ne pouvait parler à ce roi tyran, tu lui parlais, il te coupait la tête. Pour lui parler, il fallait lui parler avec « la bouche couverte ». Il a été le seul individu qui a eu le courage de lui parler à visage découvert, et il a été respecté ; c'est pour ça qu'il faut garder ses convictions et ne jamais avoir peur. On peut vouloir te couper la tête, mais il ne faut pas avoir peur de qui tu es. Ce premier griot s'appelait Balla Fasséké Kouyaté. Kouyaté, ça veut dire « il y a un pacte entre nous ». L'histoire est belle ; quand l'épervier s'est transformé en homme pour parler au roi méchant, il lui a dit : « Tu as joué de la musique et je vais me calmer désormais. Je ne te tue pas, comme je tue tout le monde. Toi tu m'as vraiment plu, toi t'es musicien et en plus tu n'as pas peur. Donc à partir d’aujourd'hui jusqu'à la fin de l'univers, il y a un pacte entre nous. Le pacte de respectabilité. Tu joueras de la musique et moi je te protégerai à vie ». Donc, le mot Kouyaté veut dire : « il y a un pacte entre nous ». Pacte de paix, pacte de courage. Donc tous les Kouyaté du monde doivent leur nom à cet homme. Ça c'est une histoire que très peu de gens connaissent. (…) C'est Balla, qui veut dire « balafon », Fasséké, qui veut dire « joue » et Kouyaté, « il y a un pacte entre nous ». . Parce que le balafon que l'épervier a joué n'était pas un son que le roi tyran entendait tous les jours, il était surpris ! Il a dit d'abord : « C'est un diable qui joue pour moi ou c'est un humain qui joue pour moi ». Le griot lui a dit : « Je suis griot, mais je ne suis pas n'importe quel griot. Mon totem, c'est l'épervier. »… Il répond alors : « Je te respecterai ; comme tu m'as dit que ton âme vient de l'épervier, je ne tuerais jamais un épervier » . « Balla Fasséké Kouyaté… oui, c'était pendant la guerre. (…) L'histoire commence comme ça… il y avait un balafon. Personne ne le touchait. Il y avait qu’une seule personne dans le peuple Manding qui le touchait : c'était Soumaoro Kanté. Même si tu le touchais à plus de 100 km, il pouvait le sentir. (Balla Fasséké), c'est celui qui a osé utiliser cet instrument. Soumaoro était loin, mais il a senti qu’il y avait quelqu'un qui avait touché le balafon. « Qui peut oser ? Qui peut avoir le courage ? C'est un individu ou un djinn (note : diable, génie) ? Il n'y a personne qui peut utiliser cet instrument, donc je pense ça pourrait être un djinn ». Donc il rentre chez lui. (…) Quand il s'approchait, le griot lui lançait des louanges ; en faisant ça, ses nerfs se relaxaient. Il devenait plus serein. Il arrive et il serre le petit et il lui dit : « Comment tu t'appelles ? » « Je m'appelle Gnankouman Doua » Il dit : « Ce n'est pas un prénom, ça ! Moi je vais le changer… Tu t'appelles aujourd'hui Kouyaté ! » Il a voulu le récompenser parce qu'il avait risqué sa vie, mais il a eu cette force, ce courage même de lui parler et de lui lancer des louanges. Il était un médicament pour lui, donc le petit a pu éviter le pire. Le roi était soulagé et il lui a donné ce prénom-là. (…) C'est de là que le nom de famille Kouyaté est sorti ».
Ces deux histoires montrent que la tradition orale peut faire intervenir certaines modifications tout au long de la transmission. Souvent, plusieurs histoires se superposent. Chaque griot a sa propre version des différentes histoires, bien qu'elles s’adossent toujours sur des sujets, des principes et des personnages partagés .

### Reproduction de la pratique en Île-de-France et histoire de la migration
Depuis la première vague des années 1960, l'immigration de langue mandingue en provenance des différents pays de l'Afrique de l'Ouest a été continue. Elle est à l’origine d’une communauté très nombreuse à Paris et en banlieue, très majoritairement malienne, mais comptant aussi des Burkinabé, des Guinéens, des Ivoiriens et des Sénégalais. Au-delà des différentes nationalités, la « communauté » mandingue de Paris est unie par l’usage d’une même langue avec ses différentes composantes dialectales (bambara, dioula, malinké, sarakolé, soninké, , etc.) , par la conservation de pratiques culturelles communes et par les rassemblements lors de cérémonies.
Durant les quatre dernières décennies, dans cette communauté, le rôle de la djèliya, loin de se réduire, s’est au contraire renforcé, en évoluant sensiblement. Les premiers immigrés d'Afrique de l'Ouest ont compté sûrement des représentants de quelques lignées de djèli, mais leur statut de griot n’était pas la motivation principale de leur migration ; certains d'entre eux ne pratiquaient plus la djèliya, une fois établis en France. Après 1980, les liens entre la communauté mandingue immigrée et la djèliya se sont renforcés, du fait soit d’une immigration plus proprement griotte, soit d’un aller-retour plus ou moins régulier. La longue durée du séjour en terre étrangère de la première génération de migrants a créé un risque de perte identitaire et une nostalgie de la culture originelle. Elle a provoqué une demande de plus en plus forte de la part de la communauté mandingue immigrée en région parisienne, qui s’est mobilisée à plusieurs reprises pour faire venir (au moins ponctuellement) des griots/griottes pour certaines grandes occasions.
Parmi les pratiques traditionnelles transmises au sein de cette communauté, le griotisme occupe une place très importante. Grâce à sa propre reproduction, le griotisme participe, au sens large, à la sauvegarde de l'histoire, des valeurs et de la culture mandingue. Dès l’installation de plusieurs djèli en Île-de-France, leur présence a renforcé le lien social entre les membres de la communauté et favorisé les occasions de rencontres entre compatriotes, lors des manifestations et des célébrations.
Une autre raison a justifié la migration des griots mandingues vers la région parisienne : la grande vogue de la musique africaine traditionnelle auprès du public occidental, et français en particulier, dès les décennies 1980-1990. Cet intérêt de la part d’un public non mandingue a certainement attiré les griots d’Afrique, qui y ont vu la possibilité de développer en France une double activité : le rôle traditionnel d'historiens, généalogistes et médiateurs auprès de la communauté des compatriotes, et celui d’artistes à destination d’un auditoire plus international.
Selon les entretiens recueillis, le contexte migratoire a pu apporter quelques évolutions à la pratique. L’accueil de la société parisienne autochtone, sur le plan artistique, a eu un effet très positif et immédiat. En revanche, la compréhension du rôle de médiateur et de gardien des traditions de la communauté s’est instaurée plus lentement. Aujourd'hui, certains griots manifestent une certaine fierté d’avoir réussi à se réapproprier un rôle traditionnel, y compris vis-à-vis de personnes extérieures à la communauté mandingue, dans les quartiers multiculturels.
Sur le plan intra-communautaire, exception faite d’éléments et pratiques non reproductibles en France pour diverses raisons, le fond et le sens de la pratique de la djèliya ne changent pas en contexte de migration. Certains des griots rencontrés soulignent toutefois une part plus importante de l'activité artistique par rapport au pays d'origine, qui a vu évoluer les aspects oraux et musicaux par rapport à la tradition : les productions musicales métisses , notamment, abordent des thématiques davantage liées au contexte migratoire et à la vie en terre française.

## Apprentissage et transmission de l'élément

### Transmission
Depuis leur plus jeune âge, les enfants nés dans les familles griottes sont socialisés selon les valeurs et devoirs des griots ; les enfants apprennent de leurs aînés à mémoriser des contes, à écouter les histoires passées, parfois aussi à jouer d’un instrument de musique. Dès l’enfance commence l’apprentissage des attitudes et du charisme associés au savoir-faire du griot. La transmission s’effectue principalement par l’oralité, mais aussi par imitation des plus âgés.
Le griot hérite de sa condition de griot par son appartenance familiale ; même celui qui n’exerce pas le griotisme au quotidien peut revendiquer la condition ou le statut de griot. Les pratiquants continuent leur formation leur vie durant, en fréquentant des griots plus âgés. Une pratique répandue consiste à partir en voyage pour rencontrer les griots les plus réputés dans leur pays. Le village de Kela est ici emblématique, car les griots s’y rendent pour renforcer leurs connaissances. Cette voie de transmission est celle qui persiste dans le milieu français : même si les proximités ne sont pas les mêmes, les griots continuent à se former et à transmettre leur pratique aux nouvelles générations, prioritairement dans un cadre familial et intracommunautaire. Le village au pays est ici en quelque sorte reconstruit grâce à un réseau bien consolidé.

### Apprentissage
La pratique plus musicale a tendance à se diffuser même hors des réseaux de griots. En effet, l’apprentissage de certains instruments de musique traditionnels, tels que la kora, est accessible à des personnes extérieures à la communauté mandingue.

## Viabilité de l'élément et mesures de sauvegarde

### Viabilité de l'élément
Le griotisme est indéniablement central dans la culture mandingue : il permet la reproduction de beaucoup d’éléments composant cette culture : l’histoire de l’origine, l’histoire des familles, les valeurs fondatrices, la structure sociale, les rites, l’imaginaire collectif, etc. Compte tenu des différences entre la structure sociale ouest-africaine et celle de la société française, le rôle du griot est établi de manière incontestablement durable, tendance confirmée lors des entretiens réalisés.
Même lorsque le désir des nouvelles générations d’exercer le griotisme s’affaiblit, la pratique demeure en bonne santé : la communauté mandingue en France est assez importante pour faire exister le griotisme, du fait des griots résidant en France autant que par les voyages en France de griots vivant en Afrique. La circulation des griots de l’Afrique vers la France est un processus né dans les années 1980, qui répond directement aux besoins de la communauté mandingue de l’Île-de-France.
Plusieurs facteurs contribuent à donner vitalité à la présence du griotisme : la pratique peut se reproduire dans le cadre privé, en utilisant principalement les ressources des familles. Or, la démographie de la communauté mandingue en France est de plus en plus importante ; la capacité est réelle à s’adapter parfaitement au nouveau contexte.
Les griots et la communauté mandingue d’Île-de-France continuent à faire appel à cette tradition, tout en l’adaptant : le rôle de médiateur social du griot lui permet de contribuer à l’intégration sociale de la communauté mandingue en Île-de-France et d’améliorer les relations au sein de la communauté et avec d’autres. Ceci explique en partie sa pérennité, car il répond à des besoins toujours présents : permettre la communication en cas de conflits, promouvoir le dialogue et, en général, s’investir dans le vivre ensemble.
L’usage de la langue maternelle pour l’expression orale des griots et le caractère héréditaire de la djèliya ne permettent pas à la pratique de sortir de la communauté mandingue. La djèliya ne se transmet pas à la population autochtone de langue française, ce qui n'aide pas la viabilité de la pratique, comme dans d’autres cas. La seule exception réside dans la pratique musicale : certaines personnes hors communauté mandingue commencent à jouer des instruments traditionnels propres aux griots, comme la kora ou le balafon.
La partie la plus vivante de cette tradition est sans doute celle de la musique : les griots ont réussi à sauvegarder une partie très traditionnelle de leur savoir en se servant des chants et instruments, tout en intégrant les réseaux musicaux français. Leur visibilité est importante au-delà de leur groupe d’appartenance.

### Mise en valeur et mesure(s) de sauvegarde existante(s)
Les mesures de sauvegarde sont en priorité développées au sein du cercle familial et communautaire, où se poursuit de la manière la plus active la transmission de la pratique. La mise en valeur de la pratique du griotisme est surtout visible sur le plan musical. La région parisienne propose ainsi une offre nombreuse et quotidienne de concerts de griots ; des cours de kora sont dispensés par une association, qui organise également un festival annuel de kora. Les musiciens griots ont l’habitude de se produire dans un grand nombre de bars, cafés ou lieux plus informels.
Certaines stratégies de sauvegarde sont destinées à la communauté ; d’autres visent un public plus large. Les premières correspondent à des événements familiaux et/ou festifs, les secondes sont davantage liées à des manifestations publiques, telles que les visites de personnalités politiques africaines. La présence des griots dans leurs quartiers et même dans la rue leur permet aussi d’être visibles et de faire ainsi connaître et respecter leur pratique. L'ancienne figure du « troubadour » est étonnement réactivée dans le contexte parisien, certains griots exerçant leur art dans les espaces publics de la capitale.
La production bibliographique et documentaire est très importante. De plus en plus d’étudiants universitaires s’intéressent à la djèliya, référence indispensable dans le champ de la tradition orale. L'UNESCO a inscrit la charte du Manden sur la Liste représentative du PCI de l’Humanité. En France, les travaux de Jean Derive traitent d’une manière très vaste la culture du peuple manding. Le dossier « Africultures », consacré aux griots mandingues, s’intéresse aussi au transfert des pratiques liées au griotisme en France.